# Rhyacopsyche obliqua
Rhyacopsyche obliqua är en nattsländeart som beskrevs av Oliver S. Flint Jr. 1971. Rhyacopsyche obliqua ingår i släktet Rhyacopsyche och familjen smånattsländor. Inga underarter finns listade i Catalogue of Life.